# Geant4
Geant4 (abbreviazione di GEometry ANd Tracking, geometria e tracciamento) è una piattaforma per la "simulazione del passaggio di particelle attraverso la materia". È lo strumento più recente della serie di software GEANT sviluppata da una Collaborazione internazionale di cui anche il CERN fa parte, ed è il primo ad usare la programmazione ad oggetti (in particolare C++). Come dice il suo sito, "La sua area di applicazione include esperimenti in fisica delle alte energie, studi nucleari, applicazione in campo medico, acceleratori e astrofisica".

## Descrizione
Geant4 include strumenti per la definizione e il trattamento della geometria, tracciamento, risposta dei rivelatori, gestione delle run, visualizzazioni ed interfaccia utente. Per molte applicazioni fisiche questo significa richiedere meno tempo per i dettagli a basso livello, e i ricercatori possono così iniziare immediatamente su aspetti più importanti della simulazione.
Di seguito è riportata una lista degli strumenti:
- Geometry (geometria) è un analizzatore della disposizione fisica dell'esperimento, rivelatori inclusi, e considera come questa disposizione influenzerà il percorso delle particelle nell'esperimento.
- Tracking (tracciamento) è un simulatore del passaggio delle particelle attraverso la materia. Questo coinvolge la considerazione di possibili interazioni e processi di decadimento.
- Detector response (risposta dei rivelatori) registra quando una particella passa attraverso i volumi dei rivelatori ed, approssimativamente, come un rivelatore reale potrebbe rispondere.
- Run management registra i dettagli di ogni run (un insieme di eventi), così come è impostato un esperimento in differenti configurazioni tra le run.
- Geant4 offre un numero di opzioni per la visualizzazione, OpenGL inclusa, ed una interfaccia utente familiare, basata su tcsh.

Il codice sorgente di Geant4 è disponibile liberamente ed è usato da un certo numero di progetti di ricerca in tutto il mondo.